# Berlanga (apellido)
Berlanga es un apellido toponímico, derivado del poblado Berlanga de Duero, situado en la provincia de Soria (España), 75 km al sur de la comunidad uniprovincial de La Rioja. Berlanga de Duero es la población más antigua del grupo que contiene en su nombre el vocablo Berlanga.

## Etimología
El nombre que los romanos le daban al antiguo poblado de Berlanga era "Valeranica" pero este nombre ya había evolucionado a "Berlanga" en la época en que escribe el arzobispo Rodrigo Jiménez de Rada (1170–1247), arzobispo primado de España e historiador que recogió crónicas de los primeros pueblos de la península ibérica en su obra De rebus Hispaniae. Jiménez de Rada al referirse a la antigua villa de Berlanga de Duero, aclara: "Valeranicam quae nuc Berlanga dicitur" lo que denota que a una población de nombre Valeránica le decían ya Berlanga alrededor del año 1100. En Berlanga de Duero existen ruinas de cimientos de viviendas circulares, que se sabe que era el tipo de construcción propio de los pueblos celtibéricos (conocidos como celtas o keltoi por los griegos y galos por los romanos). Es claro que antes de los romanos vivieron en Berlanga de Duero los arévacos (celtíberos llegados alrededor del año 250 a. C.), quienes poblaron y defendieron Uxama, Segontia, Termantia y otras ciudades cercanas a las riberas del río Duero en el Marquesado de Berlanga. Según el arqueólogo español Narciso Sentenach y Cabañas (Sevilla, 1853–1925) en la zona de Berlanga de Duero pudiera haber estado la ciudad celtíbera (gala) de Axenia. 
Múltiples estudios de Henri Gutier, etno-lingüista francés en sus publicaciones para la universidad de Toulouse y de Montpellier en los que a través de una serie de análisis que involucran historia, geografía, y lingüística evolutiva muestra como la migración de los galos desde el noreste de España se facilitó a través del río Gállego proveniente de los montes Pirineos, dando facilidad para cruzar la región vasca y principal alimentador del río Ebro que muy probablemente guió la llegada de los galos a la región de Soria donde se encuentra Berlanga de Duero. Gutier menciona la evolución de los vocablos galos en algunas terminaciones entre las cuales apunta que la terminación -ániga/-ánigo es de origen galo y dio origen con el tiempo a la terminación -anga/-ango y como ejemplo menciona claramente la palabra ‘Berlanga’ por lo que se podría pensar que es una palabra de origen galo puramente o la evolución de un nombre propio romano (en latín) forzada por el galo o celta.

## Primer Señor de Berlanga
Al subir al poder Alfonso VI (1072–1109) otorgó la tierra de Berlanga en 1087 a Rodrigo Díaz de Vivar “El Cid Campeador”, quien peleó al lado del rey Sancho II como su alférez y ahora del rey Alfonso VI contra los musulmanes que habían invadido estas tierras. La tierra fue otorgada junto con el título de “Señor de Berlanga” como lo comenta Fray Toribio Minguella (1836–1920). Estrictamente hablando el Cid Campeador sería el primer señor de Berlanga pero sin una continuidad, ya que posteriormente el mismo rey le retiró la concesión solo dos años después en 1089 al llegar tarde las tropas del Cid a sitiar el lugar de Aledo en contra de los musulmanes. 
El historiador Prudencio de Sandoval (1553–1620) escribió que la casa castellana de Berlanga procede del Almirante Mayor Fernán Sánchez Tovar (m. Lisboa 1384) lo cual corrobora en el “Memorial de la Calidad y servicios de las casas que posee D. Fernando de Tovar Enríquez de Castilla” documento dirigido a la Reyna de España en 1672 donde se menciona: “Don Fernán Sanchez de Tovar Señor de la Casa, i Estado de Tovar, Rico Ome, i Primer Señor del Estado de Berlanga, Año 1370”. El mismo memorial menciona que Fernán es descendiente del primo hermano del Cid Campeador, su compañero de batalla Álvar Fáñez “Minaya” como lo nombraba el Cid.
Fernán Sánchez de Tovar, durante la disputa al trono, sirvió a Pedro I ‘el cruel’ pero posteriormente pasó al bando del aspirante al trono Enrique II (hermano bastardo de Pedro), poniéndose a su servicio en la batalla de Calahorra (1366) ayudándolo a coronarse Rey de Castilla y León tras vencer a Pedro I. Enrique II otorgó a Fernán Sánchez varios territorios entre los que se encontraba Berlanga. 
Para el periodo de 1500 a 1560 existen en varios documentos distintas ramas del apellido Berlanga, ya que se menciona también que el emperador Carlos I el 10 de abril de 1529 elevó a Marquesado el señorío de Berlanga, siendo los primeros Marqueses Don Juan de Tovar y Doña Juana Enríquez, esto en línea directa con los descendientes de Fernán Sánchez Tovar. Para ese entonces existía gente de apellido "De Berlanga" en Duero, en Málaga, algunos enfilándose hacia la Nueva España (México) y otros en Badajoz, Extremadura, España. 
Existen registros de la Real Cancillería de Granada, donde se menciona que litigó en 1545, por el derecho de ‘hijodalgo’, Don Pedro de Berlanga, y en 1603 Don Francisco Berlanga. De igual forma pero en 1685 Don Manuel Berlanga dejó implícita su condición de nobleza referente al apellido Berlanga. En 1662, Don Antonio de Berlanga y Aries del Castillo es admitido en la orden militar de Santiago después de acreditar documentalmente su estirpe.